# Formato archivio
Un formato archivio (in inglese: archive format) è il formato di un file archivio. Il formato archivio è determinato dall'archiviatore di file. Alcuni formati archivio sono ben definiti dai loro autori e sono diventati convenzioni supportate da molteplici produttori di software e/o comunità open source.
I formati archivio supportano caratteristiche come la concatenazione di file, la compressione dei dati, la cifratura, il file spanning, la parità/controllo di ridondanza ciclica, il checksum, l'autoestrazione, l'autoinstallazione, le informazioni sul volume e sulla struttura delle directory, le note/descrizione dei pacchetti e altri metadati.

## Tipi di formato archivio
- I formati solo archiviazione (archiving only) concatenano soltanto i file.
- I formati solo compressione (compression only) comprimono solo i file.
- I formati multifunzione (multi-function) possono concatenare, comprimere, cifrare, creare informazioni per la rilevazione degli errori e il recupero, e riaggregare l'archivio in file autoestrabili/autoespandibili.
- I formati di software packaging[1] si usano per creare pacchetti software che possono essere file autoinstallanti.
- I formati di disco immagine (disk image) si usano per creare immagini disco o immagini su disco ottico dei volumi della memoria di massa.

## Esempi
I sistemi operativi Unix utilizzano i formati di file tar, ar e shar per concatenare i file. Questi formati archivio possono poi essere compressi nel formato gzip.
Sulle piattaforme Windows, il formato archivio più ampiamente usato è ZIP; altri formati sono CAB, RAR ed ACE. Windows Installer è un formato archivio di alto livello per la distribuzione di software.
Sui computer Amiga il formato archivio standard è LHA.
Sui computer Apple Macintosh ZIP è ora usato nativamente nel recente sistema operativo Mac OS X (10.3+), anche se StuffIt era di solito il formato più comune.
Linux usa spesso tar, gz e RPM Package Manager, un sistema di gestione dei pacchetti per la distribuzione del software.

## Storia

### Origini
Ubiquitario tra i sistemi operativi Unix e di tipo Unix è il formato di file tar ("tape archive", letteralmente "archivio su nastro"). Originalmente destinato a trasferire i file da e su nastro, è ancora usato nella memorizzazione basata su dischi per combinare i file prima che vengano compressi.

### Sviluppo
Storicamente, ogni più importante piattaforma informatica, ogni sistema operativo e ogni produttore di software aveva il suo formato archivio preferito. Alcuni formati sono diventati di uso più comune per via delle licenze, della praticità e della popolarità. Oggi i formati più comuni sono supportati da molte piattaforme e produttori. D'altra parte, le nuove tecnologie continuano ad introdurre anche nuovi formati.